# Troy (Ohio)
Troy è una città che si trova nello stato dell'Ohio, negli Stati Uniti; è la sede ed il nucleo abitato più grande della Contea di Miami. Fa parte dell'area metropolitana di Dayton.
Nel 1913, come altre città della zona, venne semidistrutta da un'alluvione.